# Островский, Саймон
Са́ймон Остро́вский (англ. Simon Ostrovsky; род. 2 февраля 1981, Москва, СССР) — американский журналист советского происхождения, режиссёр и продюсер. Наиболее известен видеорепортажами-расследованиями из «горячих точек» бывшего СССР.

## Ранние годы
Симон Островский родился в Москве в 1981 году и в возрасте полутора лет эмигрировал в США вместе с родителями. Окончил среднюю школу в городе Анн-Арбор, штат Мичиган. По его собственному мнению, образование в либеральной школе университетского кампуса оказало решающее воздействие на его взгляды, сделав базовыми такие ценности, как свобода слова, беспристрастный суд, справедливость, неприкосновенность собственности и личности, уважение к правам меньшинства.
В возрасте 17 лет он вернулся с матерью в Россию, поступил на факультет журналистики СПбГУ, но перестал посещать занятия и был отчислен. Одновременно Островский начал работать в местной прессе, а в сентябре 2001 года перебрался в Москву и был принят на работу в газету The Moscow Times.

## Карьера
В Москве Островский прожил три года, вначале работая в экономическом отделе газеты Moscow Times, а затем делая репортажи о конфликтах в Чечне и Дагестане. В 2004 году он был приглашён на работу в агентство Франс-Пресс и переехал в Азербайджан, откуда освещал события в Закавказье: Грузии, Армении и Азербайджане.
В 2007 году Островский провёл для программы BBC Newsnight журналистское расследование и подготовил несколько видеосюжетов, показавших широкое использование в Узбекистане принудительного детского труда на сборе хлопка. Расследование дало старт общественной кампании против узбекского хлопка и многие крупные фирмы приняли решение отказаться от закупок хлопка в Узбекистане.

### Северокорейские трудовые лагеря
В 2009 году Островский снял эксклюзивный репортаж для BBC Newsnight о подневольном труде северокорейских рабочих на лесозаготовках в России. В репортаже сообщалось об использовании северокорейских рабочих на предприятии «Тында лес», входившем в «Русскую лесную группу», принадлежавшую Павлу Масловскому и крупному британскому предпринимателю Питеру Хамбро. Сын Питера Хамбро, Лео, в беседе с Островским признал факт использования труда граждан КНДР, но переадресовал вопрос условий этого труда руководству российского предприятия. В 2011 году Островский опубликовал в The Independent результаты расследования практик использования северокорейских рабочих в Монголии и вновь посетил российские лагеря северокорейских рабочих возле Тынды, в Тутауле по заданию документального сериала VICE News. В опубликованных материалах Островский сообщал о тысячах северокорейских рабочих, занятых на предприятиях, принадлежащих западным собственникам. Плата за их труд поступала на счета северокорейских властных структур, фактически финансируя КНДР на западные деньги. Позже, в 2014 году, Островский вернулся к теме в качестве одного из продюсеров репортажа VICE News о северокорейских невозвращенцах.
В 2012 году Островский снял для VICE News цикл сюжетов о израильских поселениях на Западном берегу реки Иордан. Зрителям сюжета предлагалось по итогам просмотра самостоятельно оценить реалистичность перспектив создания там полноценного арабского государства.
В 2013 году компания VICE Media предложила Островскому стать продюсером второго сезона VICE в сети HBO, и в составе этой команды он помог VICE News получить премию Эмми за 2014 год. В рамках второго сезона вышел сюжет Островского про негативные стороны организации и строительства Олимпиады 2014 года в Сочи .
В 2011 и 2013 годах Островский сотрудничал с документальной программой People & Power телеканала Al Jazeera English, в том числе в 2013 году снял для неё сюжет о растущем влиянии Русской православной церкви и возможных проявлениях коррупции в ней.

### Цикл «Русская рулетка»
Начиная с 3 марта 2014 года Саймон Островский снимал для VICE News цикл коротких репортажей, позже получивших название «Русская рулетка». Первые репортажи были из Крыма, затем, по мере развития событий, Островский переместился в Восточную Украину. Цикл продлился до конца 2015 года, всего в зоне конфликта было снято больше ста коротких сюжетов. В процессе работы над циклом, в ночь на 20 апреля 2014 Островский был задержан в Славянске ополченцами по приказу «народного мэра» Вячеслава Пономарёва. На следующий день Пономарёв заявил, что Островский был задержан потому, что хорошо говорил по-русски, имел гражданство США и Израиля, вёл себя подозрительно и задавал провокационные вопросы. После вмешательства руководителей VICE News, ОБСЕ и представителей Госдепартамента США Островский был отпущен 24 апреля 2014. Своё задержание и трое суток в заключении он позже описал в очередном сюжете «Русской рулетки». Цикл «Русская рулетка» был награждён двумя премиями Webby в 2015 году в категории Online Film & Video — News & Politics.

### Расследование «Селфи-солдаты»
В июне 2015 года VICE News выпустил сюжет, где Островский изучал факты, указывающие на возможное присутствие регулярных российских войск в некоторых районах Восточной Украины и на их участие в боевых действиях. Расследование базировалось на личных фотографиях военнослужащего ВС РФ, взятых из его открытого профиля в социальной сети VK. В сюжете была сделана реконструкция пути военного по датам и местностям, иллюстрациями служили фото самого Островского, снятые там же с соблюдением ракурса.